# Gabinete de Ricardo Martinelli
El gabinete de Ricardo Martinelli estuvo conformado por los titulares de los Ministerios de Estado, nombrados por dicho presidente a partir de su toma de posesión el 1 de julio de 2009 y hasta el 1 de julio de 2014, siendo reemplazados por el Gabinete de Juan Carlos Varela.
Conforme al artículo 193 numeral 1 de la Constitución Política de la República de Panamá, el presidente de la República tiene la facultad de «nombrar y separar libremente a los Ministros de Estado».

## Ministros
| Ministerio                          | Nombre                    | Partido     | Período                                       |
| ----------------------------------- | ------------------------- | ----------- | --------------------------------------------- |
| Gobierno                            | José Raúl Mulino          | CD          | 1 de julio de 2009-15 de junio de 2010        |
| Gobierno                            | Roxana Méndez             | CD          | 15 de junio de 2010-13 de enero de 2012       |
| Gobierno                            | Jorge Ricardo Fábrega     | CD          | 13 de enero de 2012-30 de junio de 2014       |
| Relaciones Exteriores               | Juan Carlos Varela        | Panameñista | 1 de julio de 2009-30 de agosto de 2011       |
| Relaciones Exteriores               | Roberto Henríquez         | CD          | 30 de agosto de 2011-20 de agosto de 2012     |
| Relaciones Exteriores               | Rómulo Roux               | CD          | 20 de agosto de 2012-26 de febrero de 2013    |
| Relaciones Exteriores               | Fernando Núñez Fábrega    | CD          | 26 de febrero de 2013-3 de febrero de 2014    |
| Relaciones Exteriores               | Francisco Álvarez De Soto | CD          | 3 de febrero de 2014-30 de junio de 2014      |
| Educación                           | Lucy Molinar              | Ind.        | 1 de julio de 2009-30 de junio de 2014        |
| Obras Públicas                      | Federico Suárez           | CD          | 1 de julio de 2009-20 de agosto de 2012       |
| Obras Públicas                      | Jaime Ford                | CD          | 20 de agosto de 2012-30 de junio de 2014      |
| Presidencia                         | Jimmy Papadimitriu        | CD          | 1 de julio de 2009-16 de julio de 2012        |
| Presidencia                         | Roberto Henríquez         | CD          | 16 de julio de 2012-30 de junio de 2014       |
| Salud                               | Franklin Vergara          | CD          | 1 de julio de 2009-20 de agosto de 2012       |
| Salud                               | Javier Díaz               | Ind.        | 20 de agosto de 2012-30 de junio de 2014      |
| Trabajo y Desarrollo Laboral        | Alma Cortés               | CD          | 1 de julio de 2009-30 de junio de 2014        |
| Comercio e Industrias               | Roberto Henríquez         | CD          | 1 de julio de 2009-30 de agosto de 2011       |
| Comercio e Industrias               | Ricardo Quijano           | CD          | 30 de agosto de 2011-30 de junio de 2014      |
| Vivienda y Ordenamiento Territorial | Carlos Duboy              | Panameñista | 1 de julio de 2009-1 de septiembre de 2011    |
| Vivienda y Ordenamiento Territorial | José Domingo Arias        | CD          | 1 de septiembre de 2011-15 de febrero de 2013 |
| Vivienda y Ordenamiento Territorial | Yasmina Pimentel          | CD          | 15 de febrero de 2013-30 de junio de 2014     |
| Desarrollo Agropecuario             | Víctor Manuel Pérez       | Ind.        | 1 de julio de 2009-30 de junio de 2010        |
| Desarrollo Agropecuario             | Emilio Kieswetter         | Ind.        | 30 de junio de 2010-13 de enero de 2012       |
| Desarrollo Agropecuario             | Oscar Osorio              | Ind.        | 13 de enero de 2012-30 de junio de 2014       |
| Desarrollo Social                   | Guillermo Ferrufino       | CD          | 1 de julio de 2009-30 de junio de 2014        |
| Economía y Finanzas                 | Alberto Vallarino         | Panameñista | 1 de julio de 2009-6 de octubre de 2011       |
| Economía y Finanzas                 | Frank De Lima             | CD          | 6 de octubre de 2011-30 de junio de 2014      |
| Asuntos del Canal                   | Rómulo Roux               | CD          | 1 de julio de 2009-20 de agosto de 2012       |
| Asuntos del Canal                   | Roberto Roy               | Ind.        | 20 de agosto de 2012-30 de junio de 2014      |
| Seguridad Pública                   | José Raúl Mulino          | CD          | 14 de abril de 2010-30 de junio de 2014       |

## Viceministros
| Ministerio                                   | Viceministerio                 | Nombre                               | Periodo                                         |
| -------------------------------------------- | ------------------------------ | ------------------------------------ | ----------------------------------------------- |
| Gobierno (MINGOB)                            | Gobierno                       | Jorge Ricardo Fábrega (CD)           | 1 de julio de 2009-24 de junio de 2010          |
| Gobierno (MINGOB)                            | Gobierno                       | Luis Miguel Hincapié (Panameñista)   | 24 de junio de 2010-18 de marzo de 2011         |
| Gobierno (MINGOB)                            | Gobierno                       | Luis Ernesto Carles (Panameñista)    | 18 de marzo de 2011-23 de enero de 2012         |
| Gobierno (MINGOB)                            | Gobierno                       | Javier Tejerira (Panameñista)        | 23 de enero de 2012-12 de septiembre de 2012    |
| Gobierno (MINGOB)                            | Gobierno                       | Gustavo Pérez (Ind.)                 | 12 de septiembre de 2012-10 de enero de 2014    |
| Gobierno (MINGOB)                            | Gobierno                       | Juan Carlos Illueca (Ind.)           | 10 de enero de 2014-30 de junio de 2014         |
| Gobierno (MINGOB)                            | Seguridad Pública              | Alejandro Garúz (Ind.)               | 1 de julio de 2009-14 de abril de 2010          |
| Gobierno (MINGOB)                            | Asuntos Indígenas              | Toribia Venado (CD)                  | 10 de enero de 2014-30 de junio de 2014         |
| Relaciones Exteriores (MIRE)                 | Relaciones Exteriores          | Melitón Arrocha (Panameñista)        | 1 de julio de 2009-12 de octubre de 2010        |
| Relaciones Exteriores (MIRE)                 | Relaciones Exteriores          | Álvaro Alemán (Panameñista)          | 12 de octubre de 2010-31 de agosto de 2011      |
| Relaciones Exteriores (MIRE)                 | Relaciones Exteriores          | Fernando Álvarez De Soto (CD)        | 31 de agosto de 2011-15 de octubre de 2013      |
| Relaciones Exteriores (MIRE)                 | Relaciones Exteriores          | Mayra Arosemena (Ind.)               | 15 de octubre de 2013-30 de junio de 2014       |
| Educación (MEDUCA)                           | Académico de Educación         | Mirna Vallejos de Crespo (Ind.)      | 1 de julio de 2009-30 de junio de 2014          |
| Educación (MEDUCA)                           | Administrativo de Educación    | Maruquel Pabón de Ramírez (Ind.)     | 1 de julio de 2009-26 de enero de 2010          |
| Educación (MEDUCA)                           | Administrativo de Educación    | José Herrera Kivers (Ind.)           | 26 de enero de 2010-30 de junio de 2014         |
| Obras Públicas (MOP)                         | Obras Públicas                 | Iván de Ycaza (Ind.)                 | 1 de julio de 2009-19 de septiembre de 2011     |
| Obras Públicas (MOP)                         | Obras Públicas                 | William González (Ind.)              | 19 de septiembre de 2011-30 de junio de 2014    |
| Presidencia (MinPres)                        | Presidencia                    | María Fábrega (CD)                   | 1 de julio de 2009-17 de agosto de 2012         |
| Presidencia (MinPres)                        | Presidencia                    | Sygrid Barragán (CD)                 | 17 de agosto de 2012-30 de junio de 2014        |
| Salud (MINSA)                                | Salud                          | Julio Santamaría Rubio (Ind.)        | 1 de julio de 2009-31 de agosto de 2011         |
| Salud (MINSA)                                | Salud                          | Serafín Sánchez (Ind.)               | 31 de agosto de 2011-30 de junio de 2014        |
| Trabajo y Desarrollo Laboral (MITRADEL)      | Trabajo y Desarrollo Laboral   | Luis Ernesto Carles (Panameñista)    | 1 de julio de 2009-18 de marzo de 2011          |
| Trabajo y Desarrollo Laboral (MITRADEL)      | Trabajo y Desarrollo Laboral   | Luis Miguel Hincapié (Panameñista)   | 18 de marzo de 2011-14 de septiembre de 2011    |
| Trabajo y Desarrollo Laboral (MITRADEL)      | Trabajo y Desarrollo Laboral   | Darío Falcón (Ind.)                  | 14 de septiembre de 2011-30 de junio de 2014    |
| Comercio e Industrias (MICI)                 | Comercio Interior e Industrias | Ricardo Quijano (CD)                 | 1 de julio de 2009-30 de junio de 2014          |
| Comercio e Industrias (MICI)                 | Comercio Exterior              | José Domingo Arias (CD)              | 1 de julio de 2009-13 de septiembre de 2011     |
| Comercio e Industrias (MICI)                 | Comercio Exterior              | José Pacheco (CD)                    | 13 de septiembre de 2011-30 de junio de 2014    |
| Vivienda y Ordenamiento Territorial (MIVIOT) | Vivienda                       | Jaime Ford (CD)                      | 1 de julio de 2009-27 de agosto de 2012         |
| Vivienda y Ordenamiento Territorial (MIVIOT) | Vivienda                       | Yasmina Pimentel (CD)                | 27 de agosto de 2012-22 de marzo de 2013        |
| Vivienda y Ordenamiento Territorial (MIVIOT) | Vivienda                       | Rogelio Baruco (CD)                  | 22 de marzo de 2013-7 de noviembre de 2013      |
| Vivienda y Ordenamiento Territorial (MIVIOT) | Vivienda                       | Edgardo Lasso (CD)                   | 22 de marzo de 2013-30 de junio de 2014         |
| Vivienda y Ordenamiento Territorial (MIVIOT) | Ordenamiento Territorial       | Marta De Álvarez (CD)                | 29 de diciembre de 2009-29 de noviembre de 2011 |
| Vivienda y Ordenamiento Territorial (MIVIOT) | Ordenamiento Territorial       | Eladio Ostia (CD)                    | 29 de noviembre de 2011-30 de junio de 2014     |
| Desarrollo Agropecuario (MIDA)               | Desarrollo Agropecuario        | Luis Víctor Villareal (Ind.)         | 1 de julio de 2009-9 de noviembre de 2011       |
| Desarrollo Agropecuario (MIDA)               | Desarrollo Agropecuario        | Gerardino Batista (Ind.)             | 9 de noviembre de 2011-30 de junio de 2014      |
| Economía y Finanzas (MEF)                    | Economía                       | Omar Castillo (Ind.)                 | 10 de octubre de 2011-1 de octubre de 2013      |
| Economía y Finanzas (MEF)                    | Economía                       | Gladys Cedeño (Ind.)                 | 1 de octubre de 2013-30 de junio de 2014        |
| Economía y Finanzas (MEF)                    | Finanzas                       | Dulcidio de la Guardia (Panameñista) | 1 de julio de 2009-31 de agosto de 2011         |
| Economía y Finanzas (MEF)                    | Finanzas                       | Mahesh Chandu (Ind.)                 | 31 de agosto de 2011-30 de junio de 2014        |
| Seguridad Pública (MINSEG)                   | Seguridad Pública              | Manuel Moreno Quiróz (Ind.)          | 12 de octubre de 2012-30 de junio de 2014       |